# Історичний словник (мовознавство)
Історичний словник — словник, у якому подається з поясненням та документацією лексика давніх писем, пам'яток.

## Історичні словники української мови

### Словник Є. Тимченка
В українському мовознавстві першою спробою створення історичного словника був короткий словник (бл. 13 000 слів), укладений Євгеном Тимченком на базі 34 джерел і 60-тисячної картотеки ще на поч. 20 ст..
У 1919 створена Комісія для складання історичного словника української мови (при УАН) на чолі з Тимченком, яка мала скласти реєстр словника на підставі всього мовного матеріалу пам'яток української мови від найдавніших часів до 19 ст. Позаяк завдання виявилося надто широким, комісія ухвалила видати зібраний матеріал у 4-5 томах.
У 1930 і 1932 вийшли друком 2 частини 1 -го тому «Історичного словника українського язика» (понад 10 000 слів від «А» до «жяловати»). Словник побудовано на багатому матеріалі, в ньому використано близько 400 пам'яток. Однак добір їх здійснено некритично: мало використано рукописних джерел, а також пам'яток 14—15 ст., поза увагою залишилося чимало цінних джерел, розмежування українських і білоруських пам'яток проведено за територіальним, а не за мовним принципом.

### Словник староукраїнської мови XIV—XVст.
У 1977—1978 вийшов друком «Словник староукраїнської мови XIV—XV ст.» (т. 1-2; премія ім. І. Я. Франка, 1981) за редакцією Лукії Гумецької. Словник створено на базі 939 пам'яток виключно ділового стилю. Він побудований за принципом тезауруса. У ньому представлена вся апелятивна та ономастична лексика. Застосовано ряд нововведень: у заголовне слово винесені всі фонетичні і графічні варіанти; запроваджена цифрова статистика при кожному реєстровому слові, його значеннях, відтінках, фонетичних і дублетних граматичних формах; послідовно враховані мовні факти з різних територій поширення української мови; поданий повний перелік усіх граматичних форм та ін.

### Словник української мови XVI— першої половини XVIIст.
З 1975 група мовознавців Інституту сусп. наук АН УРСР (від 1993 — Інститут українознавства ім. І. Крип'якевича HAH України) у Львові готує «Словник української мови XVI - першої половини XVII ст.» [1983 опубл. пробний зошит, а в 1994—2013 вийшло 16 випусків (А—Л)].